# 7549 Woodard
7549 Woodard eller 1980 TO5 är en asteroid i huvudbältet som upptäcktes den 9 oktober 1980 av det amerikanska astronom paret Eugene M. och Carolyn S. Shoemaker vid Palomar-observatoriet. Den är uppkallad efter Adrian R. Woodard, barnbarn till upptäckarna.
Den tillhör asteroidgruppen Eos.